# Petr Buzek
Petr Buzek (* 26. April 1977 in Jihlava, Tschechoslowakei) ist ein ehemaliger tschechischer Eishockeyspieler, der in seiner aktiven Zeit von 1995 bis 2006 unter anderem für die Dallas Stars, Atlanta Thrashers und Calgary Flames in der National Hockey League gespielt hat.    

## Karriere
Petr Buzek begann seine Karriere als Eishockeyspieler in seiner Heimatstadt beim  HC Dukla Jihlava, für dessen Profimannschaft er von 1993 bis 1995 in der tschechischen Extraliga aktiv war. Anschließend wurde der Verteidiger im NHL Entry Draft 1995 in der dritten Runde als insgesamt 63. Spieler von den Dallas Stars ausgewählt. Im selben Jahr wurde er beim CHL Import Draft von den Prince George Cougars als insgesamt 25. Spieler gezogen. Aufgrund der Folgen eines schweren Autounfalles, bei dem er sich unter anderem beide Beine und die Nase, brach, konnte der Junioren-Nationalspieler während der Saison 1995/96 kein einziges Spiel bestreiten. Von 1996 bis 1999 spielte der Tscheche fast ausschließlich für Dallas Farmteam aus der International Hockey League, die Michigan K-Wings. In der Saison 1997/98 stand in zwei Spielen für die Stars in der National Hockey League auf dem Eis. 
Am 25. Juni 1999 wurde Buzek im NHL Expansion Draft von den Atlanta Thrashers ausgewählt. Für das Team aus dem US-Bundesstaat Georgia erzielte er in seiner ersten kompletten Spielzeit in der NHL in der Saison 1999/2000 in insgesamt 63 Spielen fünf Tore und gab 14 Vorlagen. Aufgrund seiner Leistungen wurde er im selben Jahr für das NHL All-Star Game nachnominiert. Aufgrund einer Nackenverletzung zu Beginn der Spielzeit 2000/01 in einem Spiel gegen die Mighty Ducks of Anaheim fiel der Linksschütze erneut fast eine gesamte Spielzeit aus und konnte nur fünf Spiele für die Thrashers absolvieren. Am 18. Dezember 2001 wurde Buzek zusammen mit einem Sechstrunden-Wahlrecht für den NHL Entry Draft 2004 im Tausch für Jeff Cowan und die Rechte an Kurtis Foster an die Calgary Flames abgegeben. Nach zwei Jahren mit regelmäßigen Einsätzen bei den Kanadiern wurde er zur Saison 2003/04 an den HC Sparta Prag aus seiner tschechischen Heimat ausgeliehen, für die der verletzungsanfällige Weltmeister von 2000 allerdings nur fünf Spiele im ganzen Jahr in der Extraliga bestritt. 
In der Saison 2004/05 lief Buzek für den HC Dukla Jihlava und dessen Ligarivalen HC Litvínov in der tschechischen Extraliga auf, ehe er im Anschluss an die Saison 2005/06, in der er beim HC Slovan Bratislava in der slowakischen Extraliga unter Vertrag stand, im Alter von nur 29 Jahren seine aktive Laufbahn beendete.    

### International
Für Tschechien nahm Buzek an den U18-Junioren-Europameisterschaften 1994, als das Team Dritter wurde, und 1995, als er selbst in das All-Star-Team des Turniers gewählt wurde, der U20-Junioren-Weltmeisterschaft 1995 sowie der Weltmeisterschaft 2000, bei der die Tschechen den Titel gewannen, teil.

## Erfolge und Auszeichnungen
- 1994 Bronzemedaille bei der U18-Europameisterschaft
- 1995 All-Star-Team bei der U18-Europameisterschaft
- 2000 NHL All-Star Game
- 2000 Goldmedaille bei der Weltmeisterschaft